# Carcelén
Carcelén község Spanyolországban, Albacete tartományban. Lakosainak száma 487 fő (2024).

## Földrajza
Carcelén Alpera, Alatoz, Alcalá del Júcar, Casas de Ves, Villa de Ves, Jarafuel és Ayora községekkel határos.

## Népesség
A település lakosságának változását az alábbi diagram mutatja:
| Lakosok száma | 668  | 656  | 639  | 643  | 668  | 573  | 518  | 501  | 496  | 487  |
|               | 2001 | 2004 | 2006 | 2009 | 2011 | 2014 | 2016 | 2019 | 2021 | 2024 |